# NGC 3792
NGC 3792 este o galaxie situată în constelația Fecioara. A fost descoperită în  de către .